# Lijst van beschermd erfgoed in de gemeente Steinfort
In deze lijst van beschermd erfgoed in de gemeente Steinfort zijn alle geclassificeerde nationale monumenten van de Luxemburgse gemeente Steinfort opgenomen.

## Monumenten per plaats

### Hagen
| Object                                                                                       | Bouwjaar/architect | Locatie | Datum beschermd?     | Coördinaten | Afbeelding |
| -------------------------------------------------------------------------------------------- | ------------------ | ------- | -------------------- | ----------- | ---------- |
| Oude barakken van het concentratiekamp Hinzert, gelegen op een plek genaamd «auf Rengscheid» |                    |         | 28 oktober 1988 (MN) |             |            |

### Kleinbettingen
| Object          | Bouwjaar/architect | Locatie                                 | Datum beschermd?     | Coördinaten | Afbeelding |
| --------------- | ------------------ | --------------------------------------- | -------------------- | ----------- | ---------- |
| Eik             |                    | op een plaats genaamd «in der Baumwies» | 4 december 1969 (IS) |             |            |
| Monumentale eik |                    |                                         | 19 juli 2001 (IS)    |             |            |

### Steinfort
| Object                                      | Bouwjaar/architect | Locatie                          | Datum beschermd?      | Coördinaten | Afbeelding |
| ------------------------------------------- | ------------------ | -------------------------------- | --------------------- | ----------- | ---------- |
| Huis                                        |                    | rue de Hobscheid 94              | 12 november 2010 (MN) |             |            |
| Eik (Quercus sp.) en beuk (Fagus sylvatica) |                    | op een plaats genaamd «Hofbusch» | 29 maart 1974 (IS)    |             |            |
| Twee spoorbruggen                           |                    |                                  | 14 april 2010 (IS)    |             |            |

## Bron
- Liste des immeubles et objets classés monuments nationaux ou inscrits à l'inventaire supplémentaire